# La Zarza (Ávila)
La Zarza es una localidad española perteneciente al municipio de Solana de Ávila (provincia de Ávila, Castilla y León). En 2011 tenía una población de 10 habitantes.

## Historia
En 1977 el municipio de La Zarza desapareció, al ser incorporado, junto con los de El Tremedal y Santa Lucía de la Sierra, al término municipal de Solana de Béjar.

## Demografía
| Gráfica de evolución demográfica de La Zarza entre 1842 y 1970 |
| |
| Población de derecho según los censos de población del INE. Población de hecho según los censos de población del INE.En este censo se denominaba Zarza y Mazalinos: 1842. Entre el censo de 1981 y el anterior, este municipio desaparece porque se integra en el municipio Solana de Béjar. |

| Gráfica de evolución demográfica de La Zarza entre 2000 y 2023                |
|                                                                               |
| Población (2000-2018) según el nomenclátor de unidades poblacionales del INE. |